# دوره دوم میانی مصر
دوره دوم میانی مصر باستان دوره‌ای از تاریخ مصر است که در آن این کشور پس از آرامش نسبی پادشاهی میانه دوباره وارد دورانی از گسستگی و عدم یکپارچگی شد. این دوره میان پادشاهی میانه و پادشاهی نوین قرار گرفته. این دوره به دلیل ظهور هیکسوسها و نقش آن‌ها در پدید آمدن دودمان‌های پانزدهم و شانزدهم نیز مورد توجه است.

## تاریخچه
پس از آنکه دودمان دوازدهم با فرمانروایی واپسین فرعون آن، سوبک‌نفرو، در سال ۱۷۷۳ پیش از میلاد به پایان رسید، به دلیل آنکه او هیچ جانشینی نداشت دودمان دوازدهم با پایانی ناگهانی مواجه شد. این اتفاق در پایان پادشاهی کهن نیز پدید آمد و در پایان پادشاهی میانه منجر به بر سر کار آمدن پادشاهان ضعیف دودمان سیزدهم شد.
پادشاهان دودمان سیزدهم در ایچتاوی (به معنای "فاتح دو سرزمین") در نزدیکی ممفیس و لیشت در جنوب دلتای نیل فرمانروایی می‌کردند. این دودمان نتوانست کنترل خود بر کل مصر را حفظ کند و خانوادهٔ حاکم بر استان خاسو، واقع در سرزمین‌های مردابی غرب دلتای نیل، توانستند با سرپیچی از حکومت مرکزی دودمان چهاردهم را بنیان نهند.
با سقوط دو شهر ممفیس و ایچتاوی به دستان هیکسوس‌ها، طبقه حاکم بر تبس که اصلیت مصری داشتند استقلال خود از دودمان حاکم در ایچتاوی را اعلام کردند و بنای دودمان هفدهم را گذاشتند. این دودمان بعدها علم آزادی مصر را بر دست گرفت و با جنگی که با هیکسوس‌ها کرد، آن‌ها را دوباره به خاک آسیا بازگرداند. دو شاه نیرومند این دوره تائو دوم ملقب به «تائوی شجاع» و کاموسه بودند که اغلب شکست نهایی هیکسوس‌ها را به آن دو نسبت می‌دهند. با آمدن دودمان هجدهم، دوره شکوفایی دوباره مصر در پادشاهی نوین آغاز شد.